# 克里斯托弗·J·希尔
克里斯托弗·J·希尔（1948年11月20日—）是一位英国国际关系学者，剑桥大学榮譽退休教授，英國國家學術院院士，主要作品有《变化中的对外政策政治》（The Changing Politics of Foreign Policy）等。